# Hazarajat (Afghanistan)

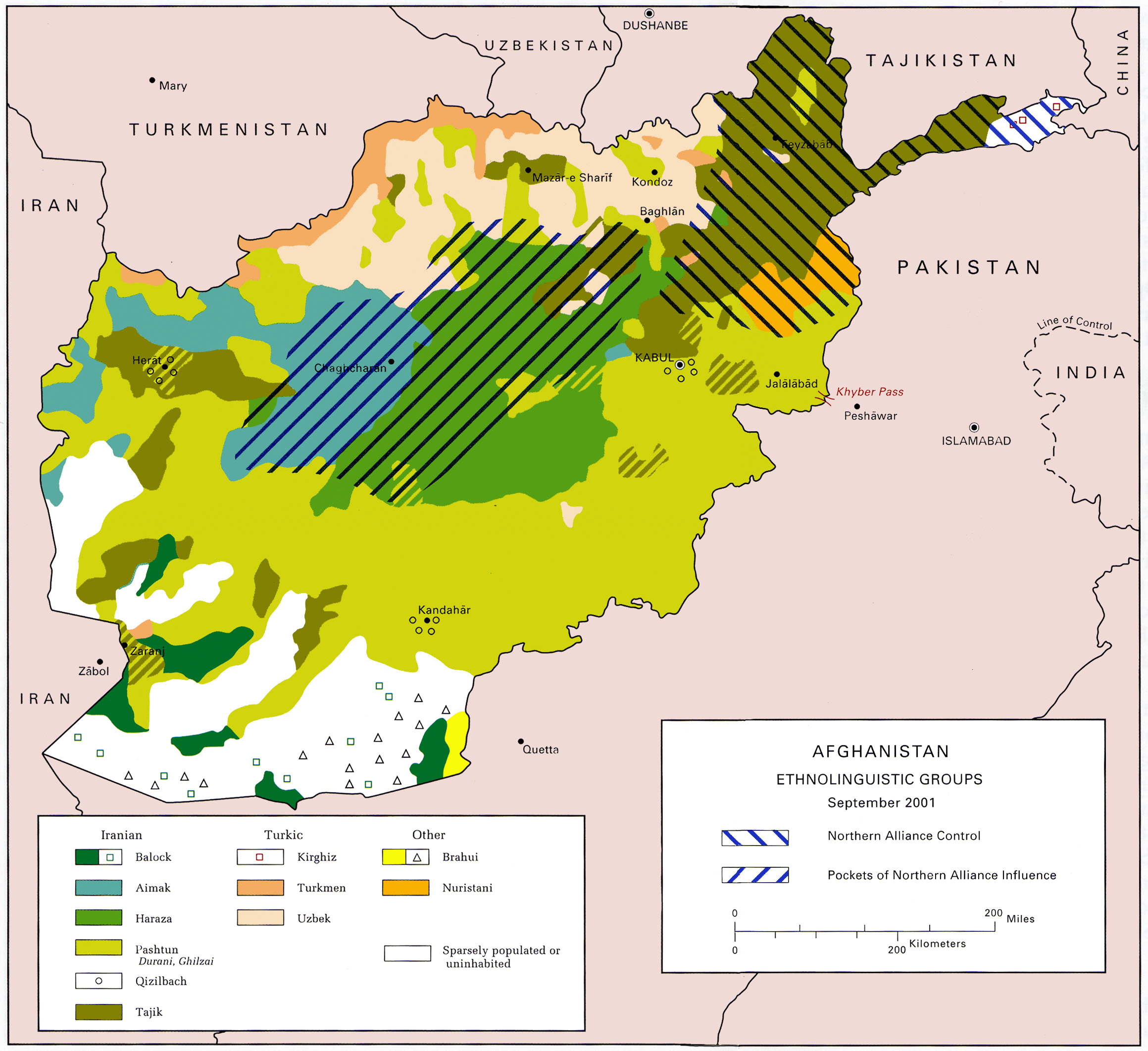
Karta över Afghanistans etniska grupper. Det mörkgröna fältet visar hazarerna, vilka givit regionen dess namn.

Hazarajat (persiska: هزارجات eller هزاره‌جات), även Hazaristan (هزارستان), är ett område i centrala Afghanistan. Det befolkas av folkslaget hazarerna, vilka givit regionen dess namn. Området är beläget i Hindukush, och dess största stad är Bamiyan. Hazarajat är ingen egen administrativ region utan omfattar provinsen Bamiyan samt delar av provinserna Daykondi, Ghor, Uruzgan, Wardak och Ghazni.

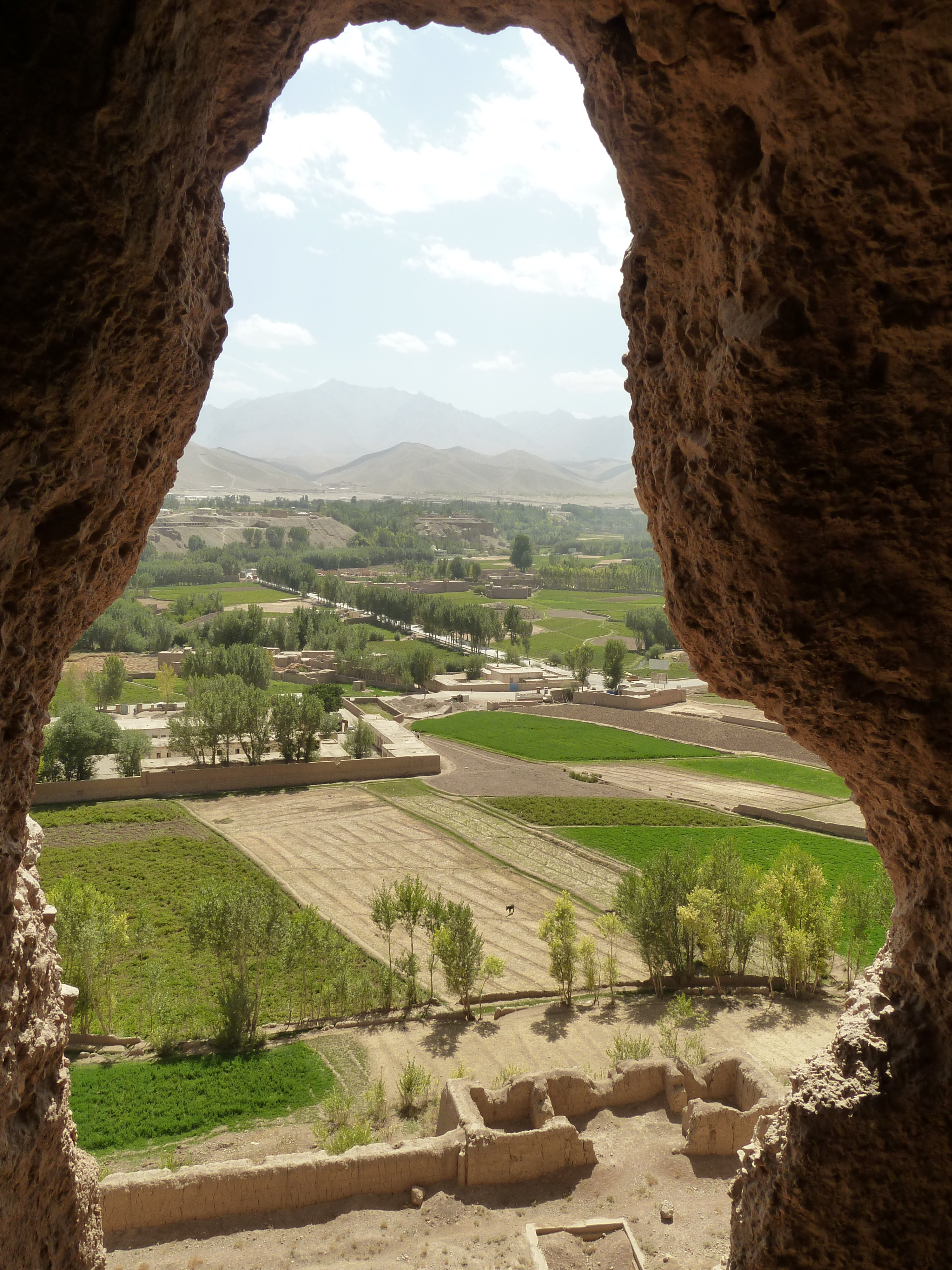
Utsikt över dalen runt Bamiyan i centrala Hazarajat, från en nisch i bergssidan vid en av de före detta buddhastatyerna.

## Läge och beskrivning
Området ligger i centrala Afghanistan, väster om Kabul och längs med Hindukushs centralaxel. Det sträcker sig söderut till staden Ghazni och fortsätter västerut mot Herat. Historiskt har området kallats Babaristan. I vissa avseenden är området mer en etnisk  och religiös zon än en geografisk, och dess gränser har varierat över historien.
Området består mest av höga berg och trånga dalar. Det är beläget på cirka 3 000 meter över havet, med toppar på över 5 000 meter. På grund av den höga höjden är odlingssäsongen kort, och det snöar från oktober till mars eller april. Det regnar inte så mycket på sommaren, så jordbruket är beroende av smältvatten från snön. Området har även några av Afghanistans bästa betesmarker. Maxtemperaturen på sommaren är 29 °C i dalarna och 13 °C uppe på bergstopparna. På vintern är det minusgrader i hela regionen och ner mot –15 °C i de mer höglänta områdena. De höga bergen har permanenta glaciärer som numera snabbt minskar på grund av den globala uppvärmningen.
I Hazarajat finns några mindre skogar med lövfällande träd. Större delen av området är inte tillgängligt med vägar. På 1930-talet byggdes enklare vägar från Kabul in i Hazarajat, längs med floderna Ghorband och Daryā-ye Kunduz, men stora delar av året är vägen avstängd. På 1960-talet byggdes en nord–sydlig väg förbi östra delen av Hazarajat.
Det finns inga större städer i Hazarajat. Områdets största stad är Bamiyan, med 60 000 invånare, som en gång var en handelsplats längs med Sidenvägen. I Bamiyandalen fanns stora Buddhastatyer uthuggna i bergssidan, varav den högsta var 55 meter hög. Dessa statyer totalförstördes 2001 av talibanerna. Området är sedan 2003 listat av Unesco som världsarv.

## Galleri

Bamiyandalen med recessen efter en av de förstörda Buddhastatyerna.
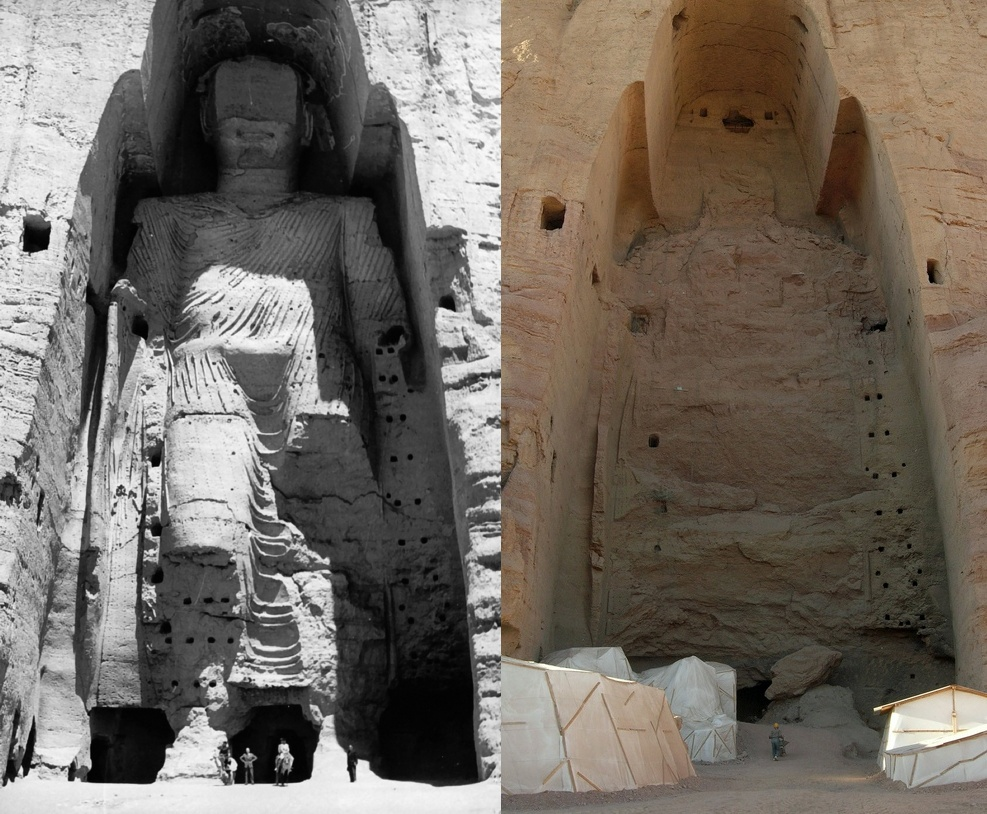
Den största av Buddhastatyerna i Bamiyan före och efter förstörelsen 2001.
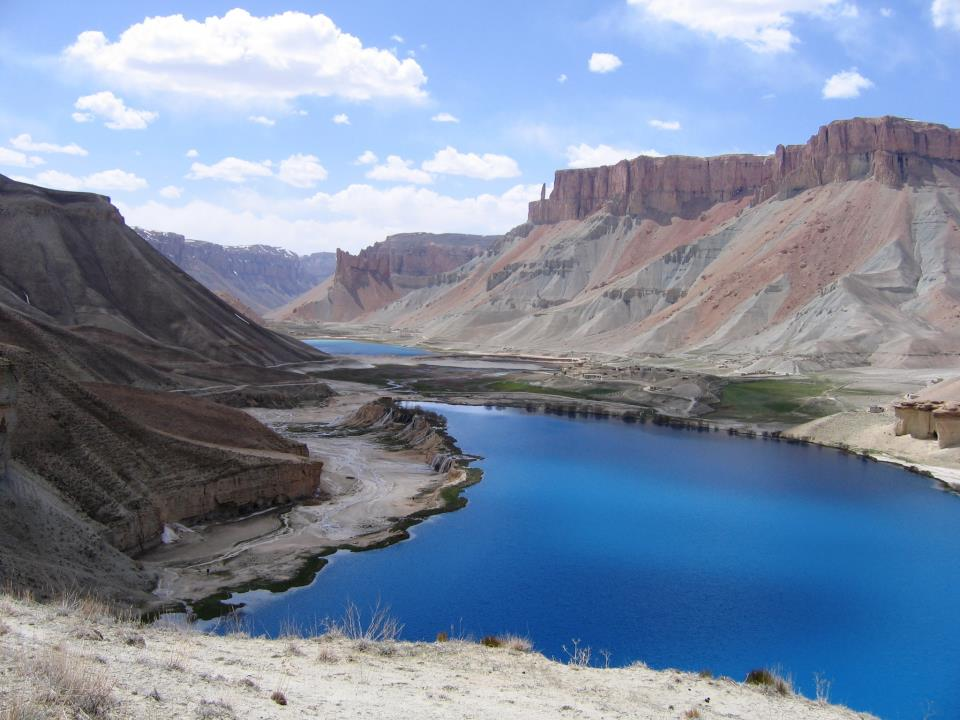
"Afghanistans Grand Canyon" vid Band-e Amir i Hazarajat.
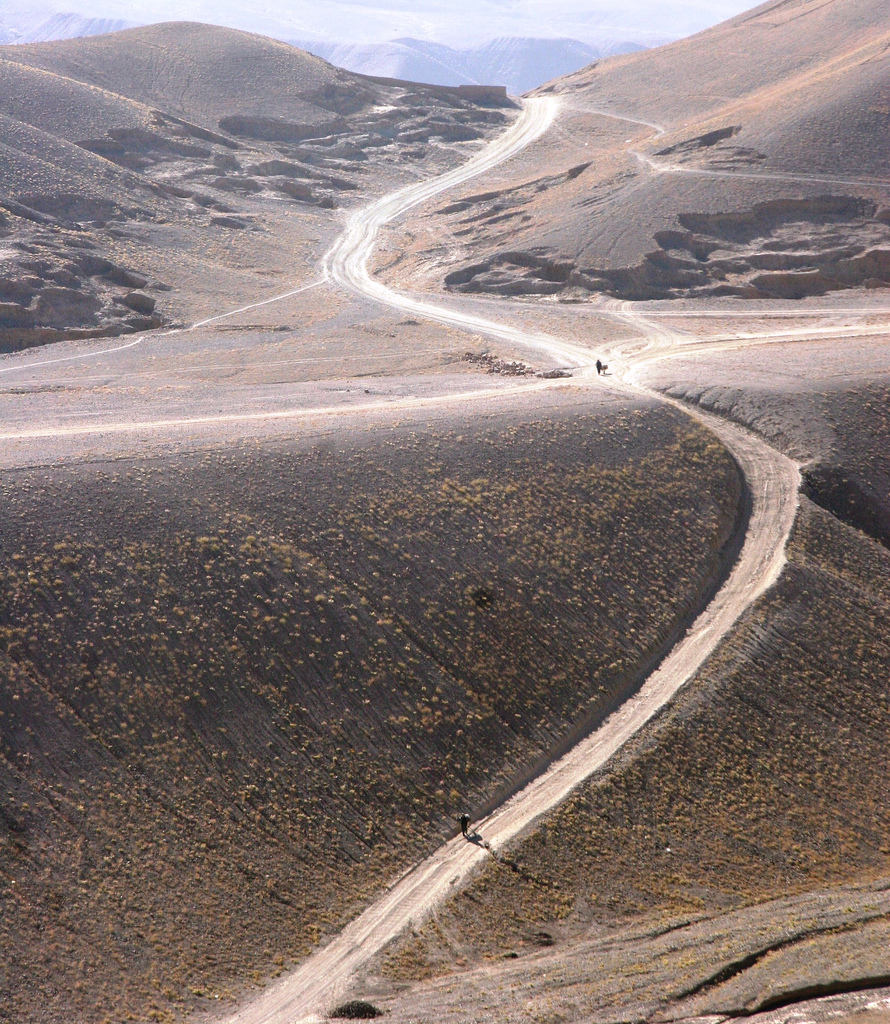
En väg genom bergen i Hazarajat.